# Liao Shizong
Liao Shizong (chinois : 辽世宗 ; pinyin : Liáo Shìzōng) (29 janvier 919 – 7 octobre 951), né sous le nom de Yelü Ruan (chinois : 耶律阮 ; pinyin : Yēlǜ Ruǎn), également connu sous le nom de Wuyu, est le troisième empereur de la dynastie Liao. Il a régné entre le 16 mai 947 et le 7 octobre 951. Il est le fils du Prince Bei, le fils aîné d'Abaoji, le fondateur de l'empire Khitan. Il accède au pouvoir après le décès de son oncle, Liao Taizong, qui l'a élevé après que son père a quitté la Chine pour la cour des Tang postérieurs.

## Ascension
L'empereur Taizong est en campagne en Chine lorsqu'il meurt en 947. Ruan l'accompagne, ce qui lui permet de s'accorder rapidement le soutien des dirigeants militaires. Alors qu'il revient dans la capitale, sa grand-mère, l'impératrice douairière Yingtian complote pour que son troisième fils, le Prince Lihu accède au trône. Elle envoie une armée pour intercepter son petit-fils. Toutefois, les nobles Khitans ne soutiennent pas Lihu, comme ils l'avaient fait pour l'accession au pouvoir de Deguang. Ruan bénéficiant de nombreux partisans à la cour, la guerre civile est évitée.

## Règne
Shizong est connu à la fois pour sa générosité et pour ses prouesses martiales, son amour de la chasse et pour être également un ivrogne. Sa grand-mère, Yingtian, et son oncle, le Prince Lihu, sont tous les deux exilés loin de la capitale. Ils meurent peu de temps après, le second dans une rébellion et la première de vieillesse. Durant son règne, il adopte plusieurs réformes qui propulse la dynastie Liao dans une société féodale et consolide le pouvoir du gouvernement central.
Il gagne sa première grande bataille en 951 lorsqu'il repousse les Chinois venant du Sud. Toutefois, la même année, moins de quatre ans après son accession au pouvoir, une nuit de septembre, il est assassiné par un officier après une bataille. Il n'a que trente-trois ans et n'a régné que trois ans.